# Arsácio (mestre dos soldados)
Arsácio (em latim: Arsacius) foi um oficial bizantino de provável origem persa ou armênia do século V, ativo no reinado do imperador Teodósio II (r. 409–450). Em 409, estava em Constantinopla, quando ele, Varanes e Sinésio acalmaram multidão irada numa revolta por pão. O evento ocorreu durante a administração do prefeito urbano Monáxio. É provável que Arsácio fosse um mestre dos soldados na presença.